# Террай, Лионель
Лионе́ль Терра́й (фр. Lionel Terray; 25 июля 1921, Гренобль — 19 сентября 1965, горный массив Веркор) — французский альпинист, горный гид и инструктор по горным лыжам, писатель. В 1950 году участвовал во французской гималайской экспедиции, которая совершила первое в истории восхождение на восьмитысячник (вершина Аннапурна), но непосредственно в финальном штурме вершины участия не принимал, так как помогал пострадавшим товарищам спускаться в базовый лагерь. Участник первовосхождений в Гималаях на пятую по высоте вершину мира, восьмитысячник Макалу, а также на вершины Чомолонзо, Жанну, Нилгири. Совершил ряд первых восхождений в Андах на вершины Фицрой, Чакрараху, Уантсан, первовосхождение на вершину Хантингтон на Аляске, второе прохождение северной стены Эйгера. Погиб в возрасте 44 лет во время тренировочного восхождения на вершину Арет-дю-Жербье в горном массиве Веркор.

## Биография

### Ранние годы
Лионель-Жюль-Анри-Анн Террай родился 25 июля 1921 года в Гренобле в семье зажиточных буржуа. Отец Террая сделал состояние, будучи владельцем химического завода в Бразилии, но в возрасте 40 лет оставил бизнес, вернулся во Францию и занялся медициной. Мать Террая изучала живопись и увлекалась конными походами по бразильским прериям. Оба родителя были хорошими лыжниками, отец первым из французов овладел стилем телемарк. Когда Террай выразил желание заняться альпинизмом, родители воспротивились этому, ссылаясь на участь его двоюродного брата Рене, ставшего калекой в результате несчастного случая во время одного из восхождений в горах.
В возрасте 12 лет, во время летней поездки в Шамони, Лионель тайком совершил восхождение на довольно сложную седловину Дент-Жерар (фр. Dent Gerarde). Позже он описал это восхождение так: «Наверное, я никогда не был так близок к смерти, как в тот день». В 1935 году, во время следующей поездки в Шамони, Террай нанял гида, с которым прошёл несколько классических горных маршрутов, в том числе траверс Грепона.
Вскоре его родители развелись, и Террай вместе с матерью переехали в небольшой домик в долине Шамони. Лионеля устроили в местную школу-интернат. Однако учился он плохо и однажды даже был оставлен на второй год. Тем не менее во время обучения Лионель хорошо освоил лыжную технику, и однажды его пригласили посреди учебного года участвовать в национальном чемпионате Франции по лыжам в Пиренеях. Руководство школы отказалось его отпустить. Тогда Террай уехал на соревнования самовольно, понимая, что это будет стоить ему исключения из школы. Отец, расстроенный его отношением к учёбе, практически отказался от сына.
В 1941 году Террай вступил в молодёжную организацию «Молодёжь и Горы», в которой в 1942 году познакомился с Гастоном Ребюффа. Они вместе совершили несколько восхождений, в том числе первое восхождение на седловину Коль-дю-Кайман (фр. Col du Caïman). Вскоре они вместе купили ферму в селении Лез-Уш, надеясь таким образом заработать денег на занятия альпинизмом и лыжами, но в 1944 году отказались от своей затеи.
В том же 1942 году Террай женился на Марианне, учительнице из Сен-Жерве-ле-Бен. Чтобы прокормить семью, он работал зимой инструктором в лыжной школе в Лез-Уш. В последний год войны участвовал в боях с нацистами в составе горного партизанского отряда Compagnie Stephane.
В 1945 году Террай стал инструктором во французской Военной школе горнострелковой подготовки. Весной того же года он познакомился с Луи Лашеналем, вместе с которым летом 1945 года совершил второе восхождение по восточной стене Эгюий-дю-Муана, а затем целый ряд скоростных восхождений по труднейшим маршрутам в Альпах, начиная с Пуэнт-Уокера в массиве Гранд-Жорас. В 1947 году они вдвоём совершили второе в истории восхождение по Северной стене Эйгера, а в 1949 году за семь с половиной часов, то есть в три раза быстрее, чем предыдущее восхождение 1948 года Бернарда Пьера (фр. Bernard Pierre) и Г. Ребюффа, прошли северо-восточную стену Пиц-Бадиле по маршруту Кассина.
С 1946 года Террай работал инструктором в Национальной Французской Школе Гидов (ENSA), затем на три года отправился в Канаду, где тренировал национальную сборную по лыжам.

### Восхождение на Аннапурну

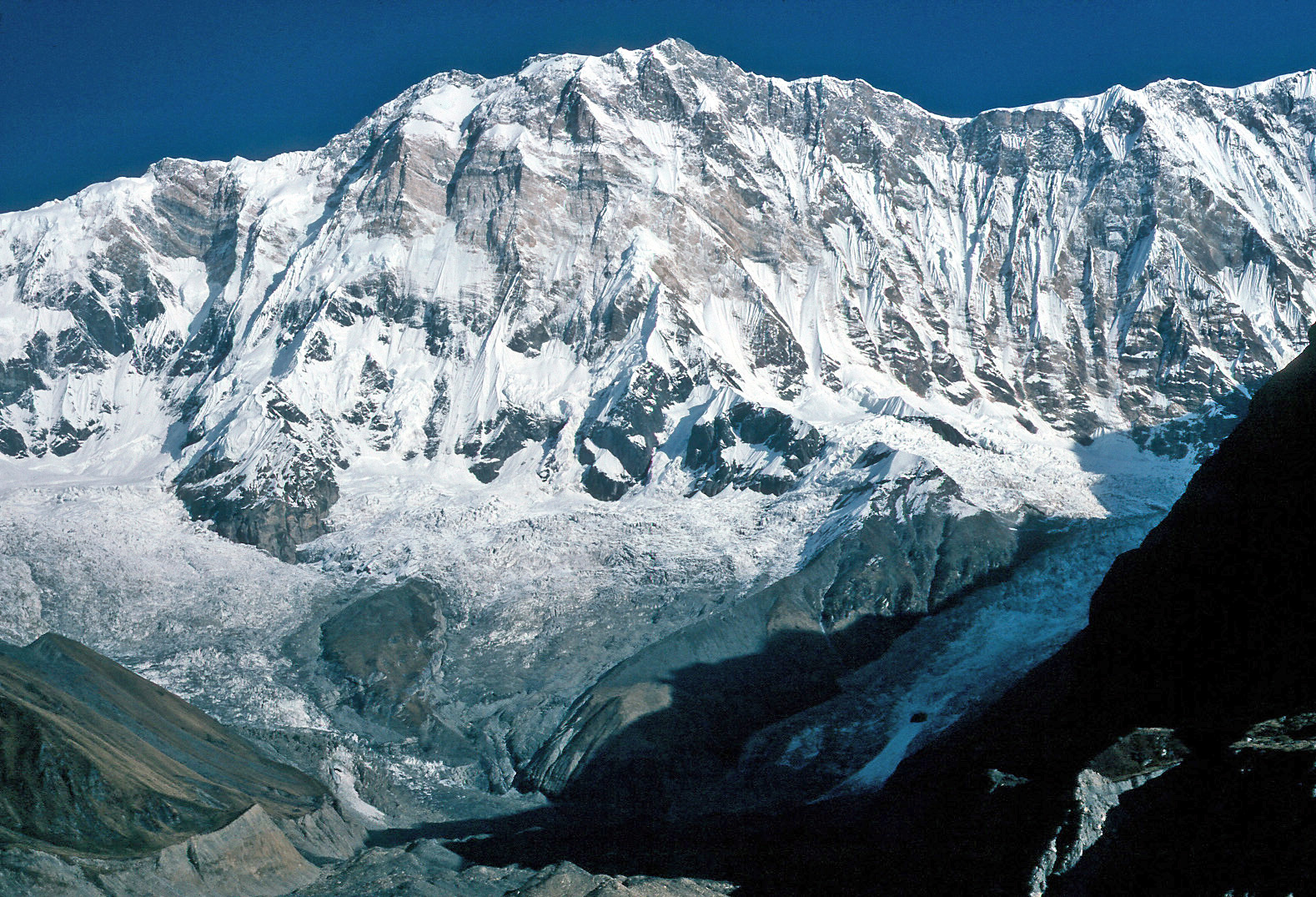
Аннапурна

В 1950 году Террай, вместе с Лашеналем и Ребюффа, был включён в состав французской гималайской экспедиции под руководством Мориса Эрцога, которая должна была взойти на первый восьмитысячник. Основной целью экспедиции была седьмая по высоте вершина мира Дхаулагири (8167 метров), альтернативной — Аннапурна (8091 метр).
Террай участвовал в разведке возможного пути восхождения на Дхаулагири с севера, со стороны не нанесённой до этого на карты Hidden Valley и впервые пройденного перевала Французское седло (англ. French Col), со стороны восточного ледника, а также в разведке северо-западного ребра Аннапурны. Во время восхождения на Аннапурну, будучи в хорошей физической форме, обеспечивал доставку снаряжения в верхние лагеря, добровольно отказавшись от предложения Эрцога войти с ним в штурмовую связку. 3 июня, во время восхождения Эрцога и Лашеналя на вершину, он вместе с Ребюффа оставался в верхнем штурмовом лагере, чтобы на следующий день повторить восхождение. Вечером этого же дня, отыскав заблудившегося на спуске Лашеналя, он отказался от планов покорения вершины, чтобы скорее спустить обмороженных товарищей в базовый лагерь. 4 июня, перед началом спуска, он поменялся ботинками с Лашеналем, чьи ноги распухли настолько, что не влезали в его собственную обувь. Во время спуска Террай временно утратил зрение из-за снежной слепоты и смог добраться до базового лагеря при помощи Марселя Шаца и шерпов.

Появление Террая полно драматизма. Совершенно ослепший, он идёт, навалившись на Анг‑Таркэ. Его лицо, обрамленное громадной бородой, искажено гримасой боли. Этот сильный человек, этот богатырь, едва передвигая ноги, восклицает: «Но у меня ещё много сил! Если бы я мог видеть, я бы спустился сам!» Нуаель и Удо потрясены его видом. Всегда такой сильный, как измучен и беспомощен он сейчас! Это ужасное зрелище переворачивает им душу.— Морис Эрцог. Аннапурна

### Жизнь после Аннапурны
В сентябре 1950 года, через два месяца после возвращения с Аннапурны, Террай с молодым напарником Франси́сом Обе́ром (фр. Francis Aubert) предпринял попытку восхождения на непокорённую и технически очень сложную западную стену вершины Эгюий-Нуар-де-Пётре. Однако ещё на подходе к подножию стены Обер, шедший без страховки, сорвался с обрыва и погиб.
В 1952 году, вместе с Гви́до Маньо́не — французом итальянского происхождения, Террай предпринял успешную экспедицию на Фицрой (3405 метров) в Патагонии, впервые покорив эту технически крайне сложную вершину по юго-восточному гребню. В журнальной статье Террай писал об этом восхождении: «Из всех восхождений, которые я совершил, именно на Фицрое я почти вплотную подошёл к пределу своих физических и душевных сил».
Вскоре после возвращения во Францию Террай вновь отправился в Перу, куда его пригласили двое состоятельных клиентов — голландцы, геологи из Амстердамского университета доктор Т. де Боой и профессор К. Эгелер, у которых он был гидом в Альпах. Результатом экспедиции была победа над высочайшей непокоренной вершиной Центральных Анд Уантсан (6369 метров).
В 1954 году вместе с товарищем по экспедиции на Аннапурну Жаном Кузи́ Террай совершил рекогносцировочную экспедицию на Макалу (8481 метр), в ходе которой совершил первовосхождение на вершину Чомолонзо (7790 метров), а 15 мая 1955 года в составе французской экспедиции под руководством Жана Франко в связке с Кузи стал первым, кто покорил пятый по высоте восьмитысячник мира. Руководитель экспедиции Жан Франко взошёл на вершину на следующий день, 16 мая.
В 1956 году Террай вновь вернулся в Перу и совершил первое восхождение на Чакрараху (6112 метра) — труднейшую вершину в Перуанских Андах, от восхождения на которую прежде отказались австрийские и американские альпинисты. Сразу после покорения Чакрараху он совершил технически очень сложное восхождение на вершину Тауллираху. Перед этим в мае—июне он совершил восхождения на вершины Вероника (5893 метра), Сорай (5428 метров), и восхождение на вершину Салкантай (6271 метр) по новому маршруту по северной стене.
В 1957 году Террай был одним из основных участников масштабных и первых результативных спасательных работ на северной стене Эйгера по спасению итальянских альпинистов Клаудио Корти и Стефано Лонги. Этим событиям посвящена книга Джека Олсена «Восхождение в Ад» (англ. The Climb up to Hell), в которой автор особо отметил опыт и мужество Террая.
В 1959 году в составе французской гималайской экспедиции Террай участвовал в попытке восхождения на вершину Жанну (7710 метров), но не дошёл до вершины около 300 метров . В том же году, во время прохождения траверса ледника Фресней в Альпах, Террай и его клиент Джерард Крукшенк (англ. Gerard Cruickshank) были засыпаны обломками обрушившихся сераков. Клиент погиб, а Террай оказался на дне расщелины под пятиметровым слоем ледяных глыб. При помощи ножа, ледового крюка и молотка он за пять часов сумел самостоятельно выбраться на поверхность.
В июле 1961 года издательство Gallimard выпустило в свет его первую книгу «Покорители бесполезного» (фр. Les Conquérants de l’inutile), которая вошла в список 100 величайших приключенческих книг всех времён по версии National Geographic Society.
В апреле 1962 года Террай с экспедицией вернулся в Гималаи и взошёл на непокоренную до того времени вершину Жанну́ (7710 метров). В этом же году он совершил восхождения на Чакрараху-восточную (Перу) и на вершину Нилгири (7061 метр) в горном массиве Аннапурны.

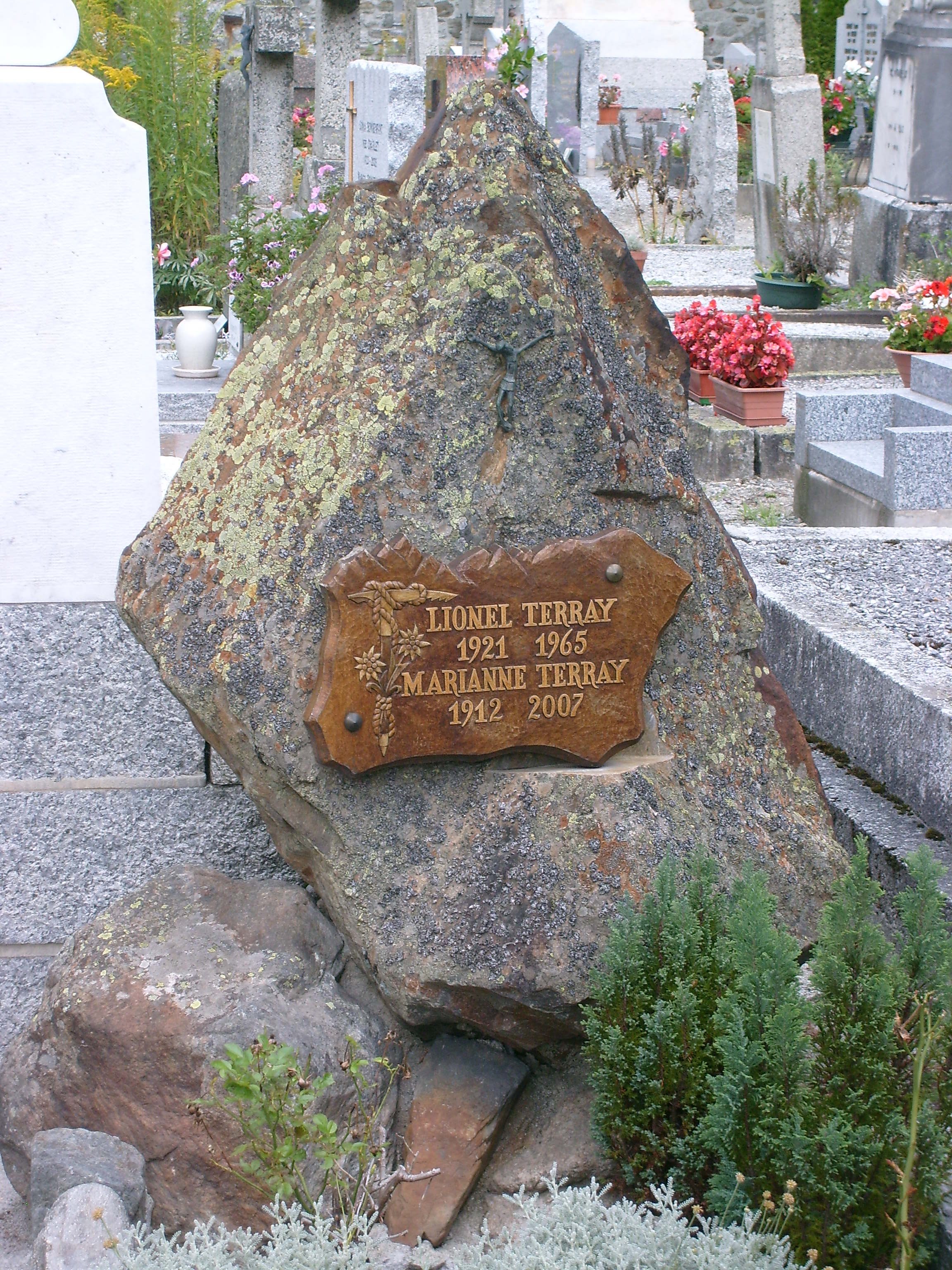
Могила Лионеля и Марианны Террай в Шамони

В 1964 году Террай во главе французской экспедиции из 8 человек совершил давно задуманное восхождение на гору Хантингтон (3731 метр) на Аляске по северо-западному ребру. Восхождение осложнялось тяжёлыми погодными условиями и частыми лавинами. Во время восхождения Террай сорвался со стены, серьёзно потянул сухожилия в локте правой руки и вынужден был спуститься в базовый лагерь. Однако 26 мая он, действуя одной здоровой рукой, всё же поднялся на вершину.

### Гибель
В 1965 году Террай всерьёз принялся за восстановление навыков скалолазания, взбираясь в связке с молодыми альпинистами на невысокие скалы. 19 сентября, в паре с 25-летним гидом из Шамони Марком Мартинетти, он вышел на восхождение по длинному, но не слишком сложному маршруту в предгорьях Альп к югу от Гренобля. Когда альпинисты не вернулись, на их поиски была выслана спасательная группа. Тела Террая и Мартинетти обнаружили у подножия стены. Они по-прежнему были связаны верёвкой. Судя по тому, что их шлемы были расколоты, падение произошло с высоты нескольких сотен метров.
Смерть Террая стала причиной национального траура во Франции. Он похоронен в Шамони, во Франции, на кладбище Шамони-Монблан (фр. Cimetière de Chamonix-Mont-Blanc). Его именем назван перекрёсток в Шамони. 19 сентября 1990 года в деревушке Преленфре близ места гибели Террая его товарищи по батальону альпийских стрелков установили памятную доску.
Лионель Террай был помещён в список 10 лучших горных гидов всех времён по версии «The Mountain Encyclopedia».

## Награды
- Орден Почётного легиона: Кавалер (6 августа 1952); Офицер (6 декабря 1963)[36].